# Трахімедузи
Трахімедузи — ряд гідроїдних підкласу Трахиліни; центральний таксон підкласу. Медуза приблизно півкуляста, купол у висоту більший, аніж в ширину. Краї куполу завжди без лопастей, з кільцем ущільненої тканини, облямованим нематоцистами. Звичайно мають 8 радіальних каналів, але у деяких видів — 4, 6, або більше, ніж 8. Гонади (статеві залози) знаходяться на радіальних каналах або на перетині радіальних каналів з манубріумом. Статоцисти виключно ентодермального походження. Кнідом може включати стенотелі.
Поліпова стадія в життєвому циклі відсутня, медуза розвивається напряму з планули. Абсолютна більшість видів - нектонні мешканці відкритого моря та великих глибин; дуже невелика кількість видів може бути знайдена над шельфом.
Трахімедуз часом важко відрізнити від представників ряду Лімномедузи. У сумнівних випадках при визначенні варто орієнтуватись на наявність восьми радіальних каналів, кільця ущільненої тканини, та гонад на радіальних каналах. Невелика кількість видів, котрі мають менше, ніж 8 щупалець, є легкою для визначення.
Всього в ряді 5 родин, котрі налічують 53 види.